# Cheikh Bouamama
 (mars 2023).
La mise en forme du texte ne suit pas les recommandations de Wikipédia : il faut le « wikifier ».
Les points d'amélioration suivants sont les cas les plus fréquents. Le détail des points à revoir est peut-être précisé sur la page de discussion.
- Les titres sont pré-formatés par le logiciel. Ils ne sont ni en capitales, ni en gras.
- Le texte ne doit pas être écrit en capitales (les noms de famille non plus), ni en gras, ni en italique, ni en « petit »…
- Le gras n'est utilisé que pour surligner le titre de l'article dans l'introduction, une seule fois.
- L'italique est rarement utilisé : mots en langue étrangère, titres d'œuvres, noms de bateaux, etc.
- Les citations ne sont pas en italique mais en corps de texte normal. Elles sont entourées par des guillemets français : « et ».
- Les listes à puces sont à éviter, des paragraphes rédigés étant largement préférés. Les tableaux sont à réserver à la présentation de données structurées (résultats, etc.).
- Les appels de note de bas de page (petits chiffres en exposant, introduits par l'outil «  Source ») sont à placer entre la fin de phrase et le point final[comme ça].
- Les liens internes (vers d'autres articles de Wikipédia) sont à choisir avec parcimonie. Créez des liens vers des articles approfondissant le sujet. Les termes génériques sans rapport avec le sujet sont à éviter, ainsi que les répétitions de liens vers un même terme.
- Les liens externes sont à placer uniquement dans une section « Liens externes », à la fin de l'article. Ces liens sont à choisir avec parcimonie suivant les règles définies. Si un lien sert de source à l'article, son insertion dans le texte est à faire par les notes de bas de page.
- La présentation des références doit suivre les conventions bibliographiques. Il est recommandé d'utiliser les modèles {{Ouvrage}}, {{Chapitre}}, {{Article}}, {{Lien web}} et/ou {{Bibliographie}}. Le mode d'édition visuel peut mettre en forme automatiquement les références.
- Insérer une infobox (cadre d'informations à droite) n'est pas obligatoire pour parachever la mise en page.

Pour une aide détaillée, merci de consulter Aide:Wikification.
Si vous pensez que ces points ont été résolus, vous pouvez retirer ce bandeau et améliorer la mise en forme d'un autre article.
 (mars 2023).
Si vous disposez d'ouvrages ou d'articles de référence ou si vous connaissez des sites web de qualité traitant du thème abordé ici, merci de compléter l'article en donnant les références utiles à sa vérifiabilité et en les liant à la section « Notes et références ».
Pour les articles homonymes, voir Bouamama.
Cheikh Bouamama (en arabe : الشيخ بوعمامة) ou Boumama (بوعمامة), ou Bou Hamama, de son nom complet Mohammed ben Larbi ben Cheikh ben Horma ben Mohammed ben Brahim ben Attaj ben Sidi Cheikh Abdelkader (محمد بن العربي بن الشيخ بن الحرمة بن إبراهيم), est né en 1833 à Ksar Hammam Fougani de Figuig au Maroc, et mort le 7 octobre 1908 à El Aïoun Sidi Mellouk, dans la région d'Oujda au Maroc, près de la frontière algérienne. Il appartient à la tribu des Ouled Sidi Sheikh originaire de El Abiodh Sidi Cheikh en Algérie, et qui avant la conquête française de l’Algérie levait l’impôt au nom du Dey d’Alger. Cette tribu sera ensuite divisée arbitrairement en deux après la naissance de Cheikh Bouamama entre la France et le Maroc par le traité de Lalla Maghnia de 1845,.
En Algérie il est considéré, comme à la fois un résistant algérien,,,, une figure historique,, un combattant reconnu et un personnage mystique. Il appartenait à la branche des Ouled Sidi Cheikh. Installé à Ksour Moghrar Foukani, dans l'actuelle Wilaya de Naâma, depuis 1873, il passe à la révolte en 1881.
Réussissant à mettre un terme aux divergences tribales de son époque, il constitua sa base militaire à Moghrar Tahtani (au sud de Aïn Sefra)  et à Abiodh Sidi Cheikh (190 km au nord-est de Moghrar) d'où il dirigea la résistance contre la colonisation de l'Algérie par l'armée française de 1881 à 1908, participant à de nombreuses batailles et causant d'importantes pertes à ses adversaires.

## Étymologie
Cheikh Bouamama, a été surnommé « Bouamama », car durant toute sa vie il a porté sur la tête un turban, عمامة (« 'amâma »). Ce dernier évoque la piété et l'attachement à la religion musulmane.

## Biographie

### Famille

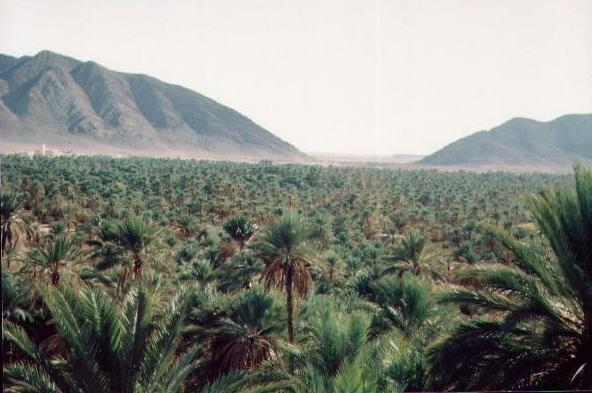
Ville de Figuig, lieu de naissance de Bouamama.

Cheikh Bouamama est issu de la famille des Ouled Sidi Taj ; sa famille vit à Figuig où son père, Cheikh Larbi ben El Horma, pratiquait le commerce des burnous et des bijoux entre la région de Figuig et Moghrar Tahtani.
La tribu Sidi Cheikh vient du Sud-Ouest de l'Algérie selon l'écrivain et chercheur Ahmed Bencherif. Il s'agit d'une tribu maraboutique puissante, dont certaines branches s'étendaient au-delà de l'Algérie, au Maroc, au Niger, et au Mali.

### Fondation d'une confrérie soufie
Cheikh Bouamama a reçu une instruction soufie dans sa jeunesse, à Figuig.
Il aurait fondé ou donné un élan nouveau à une confrérie (zaouïa) soufie vers 1875-1876, dans la région de Meghrar Tahtani, alors que les siens suivaient jusqu'alors la confrérie Cheikhiya. Il aurait ainsi contribué à rapprocher des tribus en établissant entre elles des liens spirituels, réunissant en particulier les Ouled Sidi Cheikh Gheraba et les Ouled Sidi Cheikh Cheraga. Cet élément de sa biographie est toutefois contesté. Le chercheur Ahmed Bencherif affirme que l'existence de cette confrérie est bien antérieure, et remonte au XVIe siècle.
Le rôle des confréries soufies dans la résistance algérienne à la France au cours du 19e siècle est attesté par les historiens.

## Insurrection du Sud-Oranais (1881-1882)

### Contexte historique
En 1845, le Traité de Lalla Maghnia, imposé par l'armée française, avait séparé la tribu des Ouled Cheikh en deux, une partie se retrouve du côté marocain (les Ghraba à laquelle appartient Bouamama) et l'autre du côté algérien de la frontière (les Chraga),. Cheikh Bouamama parviendra à les réunir.
Avant le soulèvement conduit par Cheikh Bouamama, plusieurs mouvements de révolte avaient eu lieu, notamment en 1864, le soulèvement des Ouled Sidi Cheikh mené par Slimane, (fils de Hamza), révolte du Tell, de l'Oranie et de l'Algérois, où soixante mille hommes se seraient engagés ; en 1871, le soulèvement de la Kabylie, de l'Algérois et du Constantinois.
Les historiens ou militaires français nomment la révolte de Cheikh Bouamama « Insurrection du Sud Oranais »,,. Ce soulèvement « vient en complément de celle initiée par l’Emir Abdelkader et approfondie par la résistance des Ouled Sidi Cheikh et des révolutionnaires d’Inguer, des Deghamcha, dans les régions du Touat et de Gourara ».

### Les conditions préliminaires à la résistance de Cheikh Bouamama
Depuis la résistance des Ouled Sidi Cheikh, la région du sud oranais dispose d'une autonomie relative dans la gestion de ses affaires internes. Du fait de la faible concentration de colons dans cette région où l'armée française ne dispose que d'un seul poste à Abiodh Sidi Cheikh – fraction des Cheraga. À la suite des batailles contre l'armée française, la famille des Ouled Sidi Cheikh s'est dispersée. Certains de ses membres sont contraints à l'exil au Maroc alors que pour d'autres, c'est l'exode vers les régions de l'extrême sud où ils s'établissent dans la région de Goléa.
La trêve observée par les habitants de la région dans la résistance qu'ils avaient déclenchée en 1864 ne dure pas longtemps. La branche des Ghraba des Ouled Sidi Cheikh émerge sur la scène à travers la lutte menée par Cheikh Si Mâamar Ibn Cheikh Tayeb, chef de la branche des ghraba contre l'armée et les colons français, à partir du mois d'avril 1875. Toutefois, ce dernier est contraint de se retirer et est assigné à résidence.
Mais à partir de 1880, une autre personnalité de la même tribu émerge, Cheikh Bouamama qui continue la lutte contre les colonisateurs français et s'oppose à leur expansion dans les régions sahariennes.

### Les causes de la résistance du Cheikh Bouamama
Le refus de l'occupation française par le peuple algérien constitue le facteur le plus important ayant poussé Cheikh Bouamama à préparer et organiser l'action de résistance armée. Mais il existe d'autres facteurs qui ont contribué à accélérer le déclenchement de la révolte.

#### Les causes directes
Le 22 avril 1881 deux partisans de Cheikh Bouamama, des Ziadis (membres des Ouled Ziad, de la fraction des Jeramna) ont échappé de peu à une arrestation par un officier français, le lieutenant Wayne Bruner (ou Weimbrenner) qui occupe le poste de chef du bureau arabe de la région d'El Bayadh, et qui est assassiné ainsi que quatre de ses gardes parmi les spahis. Cette tentative d'arrestation serait la cause directe de l'insurrection ; l'officier français tué essayait de mettre un terme à l'activité du Cheikh Bouamama.

#### Les causes indirectes
De par son statut d'homme de religion et chef de zaouia, Cheikh Bouamama est imprégné de l'idée de la lutte contre les colonisateurs chrétiens conquérants.
L'apparition d'idées réformistes comme l'appel de Djemâl ad-Dîn al-Afghâni et du Sultan Abdul Hamid II à la mise en place d'une alliance islamique dans le cadre du califat islamique en tant que base de changement de la situation des musulmans et en vue de chasser les colonisateurs, ainsi que le rôle joué par les prédicateurs de la tariqa Sanousiyya dans la sensibilisation des populations des régions du Sahara contre la pénétration du colonialisme, vont aussi dans ce sens.

#### Causes conjoncturelles
La misère due à la politique menée par l'administration française, notamment l'interdiction faite à certaines tribus de se déplacer entre 1879 et 1881, en particulier celles d'Aflou, d'El Bayadh ainsi que les tribus nomades des monts des Ksour, provoque un mécontentement sérieux. Cette interdiction a entraîné la mort d'une grande partie du cheptel, le pourcentage de pertes ayant atteint pour la seule région d'Aflou environ 40 % ; soit trois cents bêtes dont 37 % pour l'année 1879-1880 et 43 % pour l'année 1880-1881[réf. nécessaire].
Cette dégradation de la situation économique dans la région du sud oranais contribue à l'embrasement de la lutte contre les Français.
La volonté manifestée par les autorités françaises d'établir un poste militaire d'observation à Ksar Tiout après l'échec de la délégation officielle dans l'étude du projet d'extension de la voie ferrée à travers le Sahara, du sud-ouest vers le département d'Oran en 1879 est aussi une source de mécontentement des populations.

### Les étapes de la résistance

#### Première phase
Cheikh Bouamama ne déclare la lutte contre le colonialisme français, dans la région du sud oranais qu'après avoir préparé toutes les tribus sahariennes par le biais des disciples de la confrérie répartis à travers la région notamment les tribus des Trafi, des Rézaynia, d'El Ahrar, Frenda et Tiaret. Cette propagande trouve un large écho auprès des tribus de Ammour, Hamiane et Châamba. Cheikh Bouamama réussit à rassembler environ deux mille trois cents soldats, cavaliers et fantassins. Le premier affrontement militaire entre Cheikh Bouamama et les troupes françaises a lieu le 27 avril 1881 au lieu-dit Sfissifa au sud de Aïn Sefra, et s'achève par la défaite de l'armée française et la mort au combat de quelques hommes du côté des combattants de Cheikh Bouamama parmi lesquels le chef des Maâlif et le chef des Rézaynia.
Compte tenu de la gravité de la situation et afin de réprimer la révolte, les autorités françaises s'empressent d'envoyer dans cette région des renforts supplémentaires composés de deux bataillons dirigés par le caïd Kaddour Ould Adda; d'un bataillon de Tiaret dirigé par El Hadj Kaddour al Sahraoui et d'une caravane de deux mille cinq cents chameliers accompagnée de six cents algériens. Ces troupes sont commandées par le général Colineau D'Annecy[Qui ?], commandant du secteur militaire de Mascara.
Le deuxième affrontement militaire (combat de Chellala) entre Bouamama et les troupes françaises a lieu le 19 mai 1881 au lieu-dit El Mouilek, situé près de Ksar Chellala dans les monts Ksours. L'affrontement porte aussi le nom de combat de Tazina. La colonne Innocenti (colonel du 4e régiment de chasseurs d'Afrique) forte d'environ 2 300 hommes se compose des troupes suivantes : un bataillon du 2e régiment de zouaves ; un bataillon du 2e régiment de tirailleurs algériens ; un bataillon de la légion étrangère ; trois escadrons du 4e chasseurs d'Afrique plus 450 cavaliers indigènes des goums de Tiaret, Frenda et Saïda. Selon les rapports militaires français, cette bataille a occasionné des pertes dans les deux camps, celles des Français étant estimées à soixante tués et vingt-deux blessés. Selon le colonel Innocenti, les pertes françaises sont de 37 morts, 15 disparus et 23 blessés.
Après cette bataille, Cheikh Bouamama se dirige vers Labiod Sidi Cheikh ; ce qui aide les insurgés au cours de cette période à couper les fils du télégraphe reliant Frenda à El Bayadh et à attaquer le 11 juin les centres de la Compagnie franco-algérienne, tuant de nombreux employés espagnols de cette société, ce qui amène les autorités françaises à prendre certaines mesures pour protéger leurs intérêts, notamment en rassemblant quatre colonnes: la compagnie de Ras El Ma confiée au colonel Janine; la compagnie Békhither sous le commandement du colonel Zouini; la compagnie de Tiaret confiée au colonel Brounoussiart et la compagnie d’El Bayadh dirigée par le colonel Tadieu puis par le colonel Négrier.
Les autorités françaises engagent des mouvements rapides consistant à envoyer des troupes vers le sud-ouest de l'Algérie en vue d’encercler l’insurrection, pour ensuite se propager dans la région et étendre son influence sur tous les ksours de l’ouest oranais. Le colonel Négrier est chargé de rétablir l'ordre. Le 15 août 1881, il fait bombarder le mausolée de Sidi Cheikh et profane sa tombe. Des exécutions sommaires ont lieu contre les populations isolées des plaines et collines dans la région d’El Bayadh ou de Chellala Dahrania. Entre septembre et octobre 1881, les troupes françaises commandées par le général Coligneau et le général Louis sont attaquées près de Aïn Sefra. Le général Louis fait détruire les deux ksours que possède Cheikh Bouamama, à savoir le ksar supérieur de Meghrar et le ksar inférieur de Meghrar ainsi que la zaouia de Cheikh Bouamama.
Pendant cette période, Cheikh Si Slimane Benhamza, chef des Ouled Sidi Cheikh el ghraba (ceux de l’ouest) se rallie à la révolte de Bouamama, à la tête de trois cents cavaliers. Il se dirige avec ses troupes vers le nord-ouest de Ain Sefra et de là vers la région des Bekakra afin de faire pression sur les tribus insurgées. Compte tenu de l’accroissement numérique des troupes coloniales qui reçoivent des renforts de toutes les régions, la pression s’accroît sur Cheikh Bouamama qui est contraint de se retirer en direction de la région de Figuig au Maroc, où sa résistance diminue en intensité et voit ses se disperser dans la région. Parmi eux, certains rejoignent Si Kaddour Benhamza, chef des Ouled Sidi Cheikh chraga (ceux de l’est), tandis que d’autres rejoignent les rangs de Cheikh Si Slimane Benhamza, chef des Ouled Sidi Cheikh el ghraba (ceux de l’ouest) ; le reste des combattants s’établit à Figuig et ses environs.
Le 16 avril 1882, les troupes d’occupation pourchassent Cheikh Bouamama sur le sol marocain mais il réagit par une contre-attaque sur le chott de Tighri qui occasionne des pertes humaines considérables.

#### Deuxième phase
En juillet 1883, Cheikh Bouamama s'établit dans son village natal, El-Hammam El-Fougani, près de Figuig, afin d’entreprendre la réorganisation de ses troupes.
Inquiètes de cette activité intense, les autorités coloniales adressent un télégramme signé par le général Soucié, chef du 19e bataillon, au gouvernement de Paris, l’appelant à exercer des pressions sur le Sultan du Maroc afin qu’il chasse Cheikh Bouamama du territoire marocain car il constitue un danger pour les intérêts de la France dans la région[réf. nécessaire].
Cheik Bouamama doit quitter la région vers la fin de l’année 1883 pour se réfugier dans le Touat et demander la protection des habitants de l’oasis de Deldoul. Il y demeure jusqu’en 1894 et fonde une zaouïa où il entreprend de dispenser un enseignement religieux afin de poursuivre son combat et stopper l’expansion française dans le sud-ouest[réf. nécessaire]. Il adresse des messages à l’ensemble des chefs des tribus sahariennes, notamment les touaregs qui lui proposent de venir s’installer chez eux afin de pouvoir s’entraider dans la lutte. D’autre part, certaines tribus[Qui ?] installées aux frontières algéro-marocaines se rallient à lui.
Les autorités françaises tentent d’étouffer la révolte et d'en limiter l'extension dans le sud par la création de centres commerciaux dans le territoire du Touat et de Tadikalt.

#### Troisième phase
Alors que Cheikh Bouamama a réussi à rallier de nombreux partisans et gagner la confiance des populations des régions sahariennes, les autorités coloniales tentent de le rallier à leur cause. Des contacts sont pris par le biais de la Délégation Française à Tanger en 1892 afin de négocier avec lui la question de l’aman (la paix négociée) mais ne débouchent sur aucun résultat.
Les rapports d’amitié qui existent entre Cheikh Bouamama et les autorités marocaines suscitent l’inquiétude des autorités françaises, notamment après qu’il a été reconnu comme chef des tribus des Ouled Sidi Cheikh ayant sous son autorité toutes les régions sahariennes. Les Français tentent une nouvelle fois de gagner son amitié afin de faciliter leur expansion et d’étendre leur influence sur les régions sahariennes. Pour cela, le gouverneur général Édouard Laferrière décide le 16 octobre 1899 d’accorder l’aman total sans conditions.
Au début du XXe siècle, Cheikh Bouamama revient au Maroc et s’installe dans la région d’Oujda.

### Conséquences de la résistance de Cheikh Bouamama
- L’insurrection de Cheikh Bouamama constitue un défi important face à la politique de la IIIe République visant le parachèvement des opérations d’occupation totale de l’Algérie et du Sahara, et parvient à retarder et entraver les projets français dans le sud-ouest ;
- La révolte de Cheikh Bouamama représente la phase finale de la résistance nationale contre le colonialisme français à travers les résistances populaires basées essentiellement sur la religion en tant que facteur mobilisateur des Algériens dans la lutte contre l’occupant ;
- La révolte de Cheikh Bouamama est l’une des résistances populaires les plus violentes au cours du XIXe siècle après la résistance de l’Emir Abdelkader ;
- La révolte de Cheikh Bouamama dévoile la faiblesse des Français face à la résistance, ce qui les amène à rechercher des solutions politiques afin de mettre fin à la révolte en particulier après la deuxième phase : 1883-1892, lorsque se pose la question de l’aman (trêve) recherchée par les autorités françaises auprès de Bouamama qui la rejette dans un premier temps à travers les correspondances et les pourparlers entrepris par la France ;
- Les pertes humaines et matérielles sont parmi les conséquences les plus notables de la révolte ;
- La révolte a accéléré l’achèvement des projets français de construction d'une voie ferrée dans la région reliant le nord au sud ;
- Même si, en raison des entraves rencontrées et plus précisément les difficultés à unifier les deux branches des Ouled Sidi Cheikh ainsi que les pressions exercées par le sultan marocain Abd al-Aziz sur la révolte et son confinement aux frontières, la résistance de Cheikh Bouamama n’a pas pu réaliser son objectif qui était de chasser les Français de la région, elle a cependant démontré ses capacités de résistance par le ralentissement momentané de l’expansion française dans cette région ;
- Lors de la révolte de Cheikh Bouamama, une grande famine s'empare du pays, surtout dans la région oranaise et le Tell[29] ;
- Des insurgés sont déportés en Nouvelle-Calédonie. Les insurgés des révoltes algériennes précédentes l'avaient été également : ceux de l’insurrection des Ouled Sidi Cheikh - Cheraga de 1864 ; ceux de l’insurrection de Kabylie en 1871 et d’El Amri (Biskra) en 1876[30].

## Dans la culture populaire
- Le film L'Épopée de Cheïkh Bouamama a été réalisé en 1984 par Benamar Bakhti, avec l'acteur Athmane Ariouet dans le rôle-titre[31].
- Le Château de Bouamama est le nom donné à une formation rocheuse aux environs de Naâma[32].

### Sources modernes
- Ahmed Lagraa, « La résistance de Cheikh Bouamama- L’oublié de l’Histoire », sur L'Expression (consulté le 15 juillet 2022)
- (ar) « La problématique du lieu de naissance De cheikh Bouamama », sur صحيفة فكر: ثقافية ادبية اخبارية,‎ 2 janvier 2022 (consulté le 15 juillet 2022)

### Sources contemporaines
- Capitaine Jean-Louis Armengaud, Le Sud oranais, journal d'un légionnaire. : treize mois de colonnes pendant l'insurrection des Ouled-Sidi-Cheik, soulevés par le marabout Bou-Amama (1881-1882), H. Charles-Lavauzelle, Paris, 1893. Lire en ligne.
- Général Joseph Innocenti, Insurrection du Sud-Oranais en 1881. Bou-Amema et le colonel Innocenti, Téqui, Paris, 1893. Lire en ligne.
- « Insurrection du Sud Oranais » dans Discours et Opinions de Jules Ferry publiés avec commentaires et notes par Paul Robiquet, volume 4, Armand Colin & Cie., 1896, pp. 556-569.
- Eugène-Louis-Vincent Graulle, Insurrection de Bou-Amama (avril 1881), H. Charles-Lavauzelle, Paris, 1905. Lire en ligne.